# Kap Choeng (huyện)
Kap Choeng (tiếng Thái: กาบเชิง) là một huyện (amphoe) ở phía nam của tỉnh Surin, đông bắc Thái Lan.

## Lịch sử
Làng ban đầu thuộc phó huyện (Tambon) Dan, Sangkha. Năm 1937, làng đã được chuyển qua cho tambon Nong Yai, Prasat. Năm 1964, đơn vị này đã được chuyển qua cho phó huyện mới thành lập Kap Choeng.
Tambon Kap Choeng và Bakdai được hợp nhất để lập một tiểu huyện (king amphoe) vào ngày 25 tháng 5 năm 1975. Tambon Khok Klang được lập năm 1976, tambon Dan và Khu Tan năm 1977. Kap Choeng đã được nâng cấp thành huyện ngày 20 tháng 3 năm 1979.

## Địa lý
Các huyện giáp ranh (từ phía tây theo chiều kim đồng hồ) là: Phanom Dong Rak, Prasat và Sangkha của tỉnh Surin. To the south is Oddar Meancheay của Campuchia.
Biên giới với Campuchia ở đèo Chong Chom.

## Hành chính
Huyện này được chia thành 6 phó huyện (tambon), các đơn vị này lại được chia ra thành 91 làng (muban). Không có khu vực đô thị (thesaban), có 6 Tổ chức hành chính tambon.
| STT. | Tên          | Tên Thái  | Số làng | Dân số |  |
| ---- | ------------ | --------- | ------- | ------ |  |
| 1.   | Kap Choeng   | กาบเชิง    | 19      | 14.123 |  |
| 4.   | Khu Tan      | คูตัน       | 14      | 5.601  |  |
| 5.   | Dan          | ด่าน       | 17      | 12.729 |  |
| 6.   | Naeng Mut    | แนงมุด     | 15      | 10.594 |  |
| 7.   | Khok Takhian | โคกตะเคียน | 13      | 11.435 |  |
| 10.  | Takhian      | ตะเคียน    | 13      | 5.107  |  |

Các con số không có trong bảng này là tambon nay tạo thành huyện Phanom Dong Rak.